# 阿方索·坎宁安
阿方索·坎宁安（英語：Alphanso Cunningham，1980年8月29日—），牙买加男子田径运动员。他曾代表牙买加参加2004年、2008年、2012年和2016年夏季残疾人奥林匹克运动会田径比赛，获得二枚金牌。